# Vale duif
De vale duif (Leptotila pallida) is een vogel uit de familie Columbidae (duiven).

## Verspreiding en leefgebied
Deze soort komt voor in Colombia en Ecuador.